# 金永郎
金永郎（きんえいろう、キム・ヨンナン、1903年1月16日‐1950年9月29日）は朝鮮の詩人。本名は金允植、号は永郎。本貫は金海金氏。「北道に素月あり、南道に永郎あり」と言われるほどに、金は朝鮮の抒情詩の代表的詩人である。

## 略歴
1903年1月16日、全羅南道康津郡康津邑塔洞211番地に、2男3女の長男として生まれる。父は金鍾湖、母は金海金氏。父は5百石の地主で、家は裕福な方であった。幼い頃から漢学を学び、6歳で康津普通学校に入学した。1915年、康津普通学校を卒業すると、翌年、父の反対を母が弁護して金を上京させ、金は基督教青年会館で英語を学ぶことになった。
上京する前、1916年に金海金氏の娘と結婚した。金はその後すぐに上京したのだが、妻は結婚後1年半で死んでしまう。まだ14歳であった金にとって最初の身近な人の死であった。後日、この妻のために詩を詠んでいる。
1917年、徽文義塾に入学する。1919年3月1日、3・1独立運動が起きたとき、金は16歳であった。金は靴の中に独立宣言書を隠して故郷･康津に戻り、独立運動を起こそうとするが、事前に朝鮮総督府当局に察知され、逮捕される。そして大邱刑務所に6ヶ月間留置された。
出獄後、独立運動を続けようかと思い、李承萬に上海に行くと言ったりもしている。しかし、もともと気性の穏やかな方であり、やがて金は音楽を学びたいと思い、1920年、渡日し、青山学院中学部に編入学する。そこの下宿先で相部屋となったのが独立運動家の朴烈であった。そのため、独立運動に興味を示すが、やはり行動するまでには至らなかった。東京で声楽を勉強するつもりであったが、父の強い反対で学費が滞ると、一旦帰国し、父と話し合い、結局英文科に進むことに落ち着いた。青山学院で朴龍喆と出会う。二人は意気投合し、末永く友情を結んだ。青山学院での留学は1923年の関東大震災によって中断した。
金が留学していた頃、故郷の生家にはソウルから来た馬載慶という女教師が下宿していた。この女性は崔承喜の兄・崔承一の妻の妹であったことから、崔承一と友人であった金は、馬載慶と親しくなり、さらに崔承喜とは情愛を交わす仲となった。そこで、結婚という話になると、父の反対で実を結ぶことはできなかった。1925年、2歳年下で好寿敦女学校出の金貴蓮と再婚することになる。
金が詩文壇に登場し始めたのは1930年3月に、朴龍喆、鄭芝溶、異河潤、鄭寅普らと同人になり発行した『詩文学』からである。『詩文学』創刊号に13篇の詩を発表し、2号には9篇、3号には7篇を発表した。1935年に朴龍喆の助力によって刊行された『永郎詩集』によって金の詩人としての地位は確固としたものになる。
金は独立運動家ではなく詩人として生きることを選んだが、独立精神は決して忘れることはなかった。創氏改名を拒み、強要されていた神社参拝も拒否した。そのため、週に1度は当局が金の元を訪ねて身辺調査をしている。1945年8月15日、解放を迎えると、金は康津で万歳を叫び、独立を喜んだ。すぐに大韓独立促成会に加わり、大韓青年団康津支部長になった。あまりに目立つ右翼的な活動に左翼派から命を狙われるほどであったので、1947年、一家でソウルの城東区新党洞290の74号に移り住んだ。1949年、李承晩に呼び出され、公報処出版局長に任命されるが、7ヶ月ほど働いた後、辞めてしまう。その後、朝鮮戦争が勃発すると、金は逃げ送れて、共産軍の下に陥落したソウル市内を知人の家を転々としながら隠れ住んだ。1950年9月28日、ソウルが連合国軍によって奪還されようとしていたとき、流れ弾が金に当たり、翌日、死亡した。
金の遺骸は、戦乱のため棺もなく手押し車に乗せられて梨泰院側の南山の麓に火葬された。4年後の1954年11月、忘憂里墓地に改葬され、金永郎の石碑が建った。1970年、全羅南道の光州公園に二基の石碑が建てられた。一基は朴龍喆、もう一基は金永郎。二人は全羅南道の二大抒情詩人として現在も人々に親しまれている。

## 年譜
- 1903年1月16日、全羅南道康津郡康津邑塔洞に生まれる。
- 1909年、康津普通学校に入学。
- 1915年、康津普通学校を卒業。
- 1916年、金海金氏の娘と結婚。
- 1916年、上京、基督教青年会で英語を学ぶ。
- 1917年、徽文義塾に入学。妻が死亡。
- 1919年、3・1独立運動に乗じて康津で独立運動を起こそうとするも、朝鮮総督府当局に逮捕される。
- 1920年、渡日、東京の青山学院中学部に入学。
- 1921年、声楽を勉強しようと志すも父の反対で断念し、一時帰国する。
- 1922年、青山学院の英文科に入学。
- 1923年、帰省中に関東大震災が起こり、留学を中断する。
- 1925年、開城の好寿敦女学校出の金貴蓮と再婚。
- 1926年、長女、愛露が生まれる。
- 1928年、長男、炫郁が生まれる。
- 1930年、『詩文学』の同人になる。
- 1932年、次男、炫国が生まれる。
- 1935年、朴龍喆の助力で『永郎詩集』を刊行する。
- 1935年、三男、炫澈が生まれる。
- 1938年、四男、炫邰が生まれる。
- 1940年、五男、炫道が生まれる。
- 1944年、次女、愛蘭が生まれる。
- 1945年、大韓独立促成会に参加、康津大韓青年団の団長を務める。
- 1948年、ソウルの城東区新党洞290番地に移り住む。
- 1949年、公報処出版局の局長を7ヶ月務める。
- 1950年9月29日、朝鮮戦争で流れ弾に当たり、死亡。